# Stemodia verticillata
Stemodia verticillata är en grobladsväxtart som först beskrevs av Philip Miller och som fick sitt nu gällande namn av Emil Hassler.
Stemodia verticillata ingår i släktet Stemodia och familjen grobladsväxter. Inga underarter finns listade i Catalogue of Life.